# Jean Thibaudin

Jean Thibaudin

Jean Thibaudin (* 13. November 1822 in Moulins-Engilbert, Département Nièvre; † 19. September 1905 in Paris) war ein französischer General und Kriegsminister.

## Leben
Jean Thibaudin trat 1841 in die Schule von Saint-Cyr, wurde 1843 Infanterieleutnant, diente anfangs in Algier, kämpfte 1859 als Hauptmann in Italien und befehligte 1870 als Oberst das 67. Linienregiment in der Rheinarmee. Im Deutsch-Französischen Krieg fiel er am 16. August 1870 bei Mars-la-Tour in deutsche Gefangenschaft und wurde in Mainz interniert.
Von dort flüchtete Thibaudin im Dezember 1870 unter Bruch seines Ehrenworts nach Frankreich und stellte sich hier dem Kriegsminister wieder zur Verfügung. Nachdem er den Namen seiner Mutter, Comagny, angenommen hatte, wurde ihm das Kommando der 2. Division des 24. Armeekorps bei der Armee Bourbakis und nach der Absetzung des Generals Antoine Aubin Bressolles das des Korps selbst übertragen, mit dem Thibaudin am 1. Februar 1871 nach der Schweiz übertrat.
Nach dem Krieg wurde Thibaudin zwar von der Untersuchungskommission nicht verurteilt, aber mit Rücksicht auf eine Reklamation der deutschen Regierung in Inaktivität versetzt. Jedoch schon 1872 wurde er rehabilitiert, zum Obersten des 32. Linienregiments ernannt und, da er sich als eifriger Republikaner zeigte, bald zum Brigadegeneral und, nachdem er unter General Jean Joseph Farre Direktor des Infanteriewesens im Kriegsministerium gewesen war, 1882 zum Divisionsgeneral befördert.
Da Thibaudin bei der Ministerkrise Ende Januar 1883 sich bereit erklärte, die Ausführung des Prätendentengesetzes gegen die in der Armee dienenden Prinzen von Orléans zu übernehmen, wurde er am 30. Januar 1883 zum Kriegsminister ernannt. Er vollzog die Umwandlung der Festungsartillerie nach dem Entwurf des Generals Jean-Baptiste Billot und wurde am 4. Oktober 1883 vom Ministerpräsidenten Jules Ferry wegen seines taktlosen Betragens beim Besuch des spanischen Königs Alfons XII. in Paris zum Rücktritt veranlasst. Im März 1885 wurde er zum Präsidenten des beratenden Komitees für Infanterieangelegenheiten und im Dezember 1886 zum Kommandanten von Paris ernannt, aber wegen seiner Beziehungen zu der durch den Ordensschacher belasteten Frau Limouzin im November 1887 abgesetzt.
Er wurde 1883 als Großoffizier der Ehrenlegion ausgezeichnet.